# Michael Aspel
Michael Aspel est un journaliste et animateur de télévision britannique né le 12 janvier 1933 à Londres (Royaume-Uni). Il est notamment connu pour avoir présenté plusieurs programmes télévisés dont Crackerjack! (en), Ask Aspel (en), Aspel & Company, Give Us a Clue (en), This Is Your Life (en), Strange but True? (en) ou encore Antiques Roadshow.

## Biographie

### Jeunesse et éducation
Michael Terence Aspel naît le 12 janvier 1933 à Battersea, un district de Londres. Pendant la Seconde Guerre mondiale, sa famille est évacuée vers Chard, dans le Somerset, où ils passent cinq ans. Il étudie à l'Emanuel School après avoir obtenu son eleven-plus en 1944, puis effectue son service militaire en tant que conscrit dans les rangs du King's Royal Rifle Corps de 1951 à 1953.

### Carrière
Avant son service militaire, Michael Aspel travaille comme poseur de tuyaux de drainage, jardinier puis vendeur d'espaces publicitaires pour le journal Western Mail à Cardiff. Il travaille un temps chez William Collins, une maison d'édition londonienne avant de faire son service militaire. Il est ensuite employé dans le grand magasin David Morgan (en) à Cardiff jusqu'en 1955, avant de devenir présentateur des actualités pour la BBC à Cardiff en 1957. Par la suite, il joue dans le rôle de « Rocky » Mountain dans la série télévisée pour enfants Counterspy produite par BBC Wales et écrite par John Darran. Au début des années 1960, il devient l'un des quatre présentateurs phares des actualités à la télévision nationale de la BBC aux côtés de Richard Baker (en), Robert Dougall (en) et Corbet Woodall (en).
À la BBC, Michael Aspel présente un certain nombre d'autres émissions dont Come Dancing (en), Crackerjack! (en) et Ask Aspel (en), ainsi que le concours de beauté Miss Monde qu'il anime à 14 reprises. Il est le narrateur du documentaire La Bombe de la BBC sur la guerre nucléaire, qui remporte l'Oscar du meilleur film documentaire en 1966. En 1969 et 1976, Aspel anime l'émission A Song for Europe de la BBC qui vise à choisir la chanson britannique qui représente le pays à l'Eurovision et commente le concours en direct.
Il participe régulièrement à l'émission de radio de Kenny Everett sur Capital Radio pour faire une chronique humoristique et est invité à deux reprises dans la série The Goodies, en jouant son propre rôle, notamment dans l'épisode « Kitten Kong », qui remporte une rose d'argent au Festival de la Rose d'or de Montreux.
Dans les années 1980 puis 1990, il anime de nombreuses émissions de radio sur Capital Radio, LBC et BBC Radio 2. En 1993, Aspel est nommé Officier de l'Ordre de l'Empire britannique « pour services rendus à la radiodiffusion ». Il est également élu Personnalité de l'année de la télévision par le TV Times et le Variety Club et entre au Temple de la renommée de la Royal Television Society pour services exceptionnels rendus à la télévision.

## Vie privée
Michael Aspel a été marié trois fois et est le père de sept enfants. Il épouse Dian Sessions en 1957, le couple a deux enfants puis divorce en 1961. Puis, il se marie avec la scénariste Anne Reed en 1962 avec qui il a des jumeaux. Le couple divorce en 1967. En 1977, Aspel épouse l'actrice Elizabeth Power, surtout connue pour son rôle de Christine Hewitt dans EastEnders. Le couple a deux fils. Michael Aspel quitte Christine en 1994 pour entamer une relation avec une assistante de la production pour This Is Your Life, Irene Clarke. Le couple vit à Weybridge, dans le Surrey.